# Заслуженный химик РСФСР
Почётное звание «Заслуженный химик РСФСР» установлено Указом Президиума Верховного Совета РСФСР от 25 мая 1978 г.
Звание «Заслуженный химик РСФСР» присваивалось Президиумом Верховного Совета РСФСР по представлениям Министерства химической промышленности, Министерства нефтеперерабатывающей и нефтехимической промышленности СССР, других министерств и ведомств СССР и РСФСР и ЦК соответствующих профсоюзов.
Лицам, которым было присвоено звание «Заслуженный химик РСФСР», вручались нагрудный знак установленного образца и Грамота Президиума Верховного Совета РСФСР.
Отдельно оговаривалось, что работники, которым присвоено звание «Почётный химик» или «Почетный нефтехимик», могли быть представлены к званию «Заслуженный химик РСФСР» не ранее чем через 3 года.
Среди первых, кому было присвоено звание — Джобадзе, Сергей Александрович (1979 год) и директор московского Опытного завода НПО «Минудобрения» Василий Иванович Банников (1980 год).
Указ Президиума Верховного Совета РСФСР от 25 мая 1978 г. был признан утратившим силу в соответствии с Указом Президента Российской Федерацииот 30 декабря 1995 г. N 1341.